# Бувье, Шарль
Шарль Бувье (фр. Charles Bouvier; 28 августа 1898—1964) — швейцарский бобслеист и футболист; чемпион зимних Олимпийских игр 1936 года по бобслею среди экипажей четвёрок, серебряный призёр летних Олимпийских игр 1924 года по футболу.

## Биография

### Футбол
Бувье играл с 1920 по 1931 годы на позиции защитника за команду «Серветт» из Женевы, выступая с ней в чемпионате Швейцарии. В 1925, 1926 и 1930 годах он выиграл с ней чемпионат Швейцарии, а в 1928 году — Кубок Швейцарии, в финале которого команда победила клуб «Грассхоппер» из Цюриха. За сборную Швейцарии Бувье провёл 5 встреч, числился в составе сборной на олимпийских играх 1924 года в Париже. На Олимпиаде он не провёл ни одного матча, но его сборная стала серебряным призёром Игр, проиграв в финале Уругваю.

### Бобслей
После завершения игровой карьеры Бувье занялся бобслеем. В 1935 году экипаж четвёрки в составе Пьера Мюзи, Арнольда Гартмана, Йозефа Берли и Шарля Бувье завоевал серебро чемпионата мира, проиграв только немецкой команде под руководством Ганса Килиана. Спустя год на зимних Олимпийских играх 1936 года этот экипаж стал олимпийскими чемпионами, победив другой швейцарский экипаж под руководством Рето Кападрутта. На тех же играх Бувье выступал в двойках вместе с Кападруттом, и их команда заняла 7-е место.